# Archipiélago de Pansong
Archipiélago de Pansong (en coreano: 반성렬도) también escrito Pansong-yolto, es una cadena de islas ubicadas frente a la costa del condado Cholsan, en Corea del Norte. El grupo insular incluye la isla más grande de Corea del Norte, Sinmi-do. Las islas principales del archipiélago son:
- Sinmi-do (신미도/身彌島)
- Ka-do (가도/椵島)
- Tan-do(탄도/炭島)
- Honggon-do (홍건도/洪建島)
- Taehwa-do (대화도/大和島)
- Sohwa-do (소화도/小和島)
- Hoe-do (회도/灰島)

El archipiélago además incluyen muchas islas pequeñas entre las que se pueden mencionar:
- Nabi-som (나비섬)
- Uri-do (우리도/牛里島)
- Taekacha-do (대가차도/大加次島)
- Sokacha-do (소가차도/小加次島)
- Taedu-do (대두도/大豆島)
- Pugun-do (부군도/府郡島)
- Taejongjok-do (대정족도/大鼎足島)
- Kom-do
- Ung-do (웅도/熊島)
- Mugunjang-do
- Sari-yom (사리염)
- Chi-do (지도/芝島)
- Uri-do (우리도/于里島)
- Samcha-do
- Rap-do (랍도/蠟島)
- Sorap-do (소랍도/小蠟島)